# Tasiocera (Dasymolophilus) nokoensis
Tasiocera (Dasymolophilus) nokoensis is een tweevleugelige uit de familie steltmuggen (Limoniidae). De soort komt voor in het Oriëntaals gebied.